# Miguel Trauco
Miguel Trauco, vollständiger Name Miguel Ángel Trauco Saavedra, (* 25. August 1992 in Tarapoto) ist ein peruanischer Fußballspieler. Er wird auf der Position eines linken Abwehrspielers eingesetzt, alternativ auch im linken Mittelfeld. Sein spielstarker Fuß ist der linke. Derzeit steht bei Alianza Lima unter Vertrag.

## Karriere

### Anfänge
Miguel Trauco erster Versuch im Fußball zu starten misslang. Er kam zu einem Probetraining beim Association Chorrillos in Lima. Hier musste er gegen Spieler des Jahrgangs ´89 antreten und scheiterte entsprechend. Am Tag, an dem er seine Rückreise antreten sollte, erhielt er einen Anruf eines Trainers des Club Fraternal Barranco. Diesem konnte er dann bleiben. Seine weiteren Stationen im Nachwuchsbereichen waren der Coronel Bolognesi FC und Virgen de Chapi FC. 2008 kehrte Trauco in seine Heimatstadt zurück und schloss sich dem Unión Tarapoto an. Hier schaffte Trauco 2009 den Sprung in den Profikader. Mit Unión Tarapoto hat Trauco 2010 die Copa Perú gewonnen. 2011 bestritt Trauco sein erstes Spiel in der Primera División am 13. Februar 2011. Im Auswärtsspiel bei Alianza Lima stand er am ersten Spieltag der Saison 2011 in der Startelf. Bereits am zweiten Spieltag erzielte Trauco sein erstes Ligator. Am 20. Februar 2011, auswärts gegen Juan Aurich, erzielte er in der 83. Minute den 1:2-Anschlusstreffer (2:3). 2012 gab Trauco mit Unión Tarapoto seinen Einstand auf internationaler Klubebene. In der ersten Runde der Copa Sudamericana 2012 traf sein Klub zuhause im Hinspiel auf Envigado FC aus Kolumbien.
Zur Saison 2016 wechselte Trauco zum Universitario de Deportes. Erst spät in der Saison konnte er für Universitario ein Tor erzielen. Am 19. Oktober 2019 traf er im Auswärtsspiel gegen Alianza Atlético zur 2:1-Führung in der 45. Minute (3:1). Mit Universitario konnte Trauco die Apertura 2016 in der Primera División gewinnen.

### Flamengo
Bereits nach einem Jahr verließ Trauco Universitario wieder. Er wechselte nach Brasilien und unterzeichnete einen Kontrakt beim CR Flamengo aus Rio de Janeiro bis Ende 2019. Sein erstes Spiel für FLA bestritt Trauco am 28. Januar 2017 in der Staatsmeisterschaft von Rio de Janeiro. Im Heimspiel gegen den Boavista SC stand er in der Startelf und erzielte in der 54. Minute das erste Tor für seinen neuen Klub. Dieser perfekte Einstieg wurde mit Gewinn der Staatsmeisterschaft abgerundet. In der anschließenden Meisterschaftsrunde bestritt Trauco sein erstes Spiel in der Série A am 13. Mai 2017, dem ersten Spieltag der Série A 2017. Im Heimspiel gegen Atlético Mineiro war er Teil der Startformation. Danach kam in 22 weiteren Spielen des Wettbewerbs zum Einsatz. Am 18. Juni 2017 schoss Trauco beim Fla-Flu, am achten Spieltag der Meisterschaft, sein erstes Série A Tor. In der 5. Minute der Nachspielzeit traf er zum 2:2-Endstand. Das Tor wurde zum schönsten Zug des Wochenendes im brasilianischen Fußball gewählt. Dieses Tor wurde am 29. Juni 2017 auch zum Tor des Monats gewählt. Trotz dieser Achtungserfolge, blieben Trauco 2017 die großen Erfolge versagt, unterlag er doch mit FLA in den Finalspielen des Copa do Brasil 2017 sowie in der Copa Sudamericana 2017. Im Januar 2019 gewann Trauco mit FLA den Florida Cup, dabei trat er erfolgreich im Elfmeterschießen gegen Ajax Amsterdam an.

### Frankreich – USA – Brasilien
Anfang August 2019 wurde der Wechsel von Trauco nach Frankreich bekannt. Er unterzeichnete einen Kontrakt bei der AS Saint-Étienne. Die Ablösesumme betrug 600.000 Euro. Sein erstes Pflichtspiel für den Klub bestritt Trauco in der Ligue 1 am 10. August 2019. Am 10. November, dem 13. Spieltag der Saison 2019/20, erzielte Trauco das erste Ligator für den Klub. Im Auswärtsspiel beim FC Nantes traf er in der 22. Minute zum 1:1 (Endstand-3:2 für Saint-Étienne).
Nach kurzer Vereinslosigkeit wechselte er im September 2022 zum MLS-Club San José Earthquakes. Bei den Amerikanern blieb Trauco bis Saisonende 2023. Dann ging er wieder nach Brasilien, wo er beim Criciúma EC einen Kontrakt erhielt. Criciúma musste nach Beendigung der Série A 2024 in die Série B 2025 absteigen. Trauco verließ Klub und Land.
Der Spieler fand in seiner Heimat bei Alianza Lima eine neue Anstellung.

### Nationalmannschaft

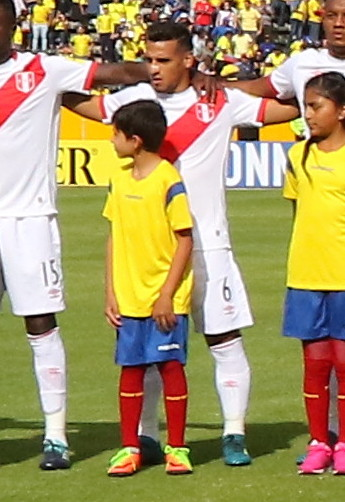
Trauco 2018 bei der WM vor dem Spiel gegen Ecuador

2014 spielte Trauco erstmals für die Nationalmannschaft Perus. Im Freundschaftsspiel gegen die Auswahl Panamas am 6. August 2014 wurde Trauco nach der Halbzeitpause für Yoshimar Yotún eingewechselt. Er kam danach regelmäßig zu Einsätzen. Mit dem Team trat er bei der Copa América Centenario 2016 an. Hier stand er in allen vier Spielen auf dem Platz. In der Qualifikation zur Fußball-Weltmeisterschaft 2018 bestritt Trauco 11 von 18 möglichen Spielen. Nachdem Peru sich in den Interkontinentale Play-offs gegen Neuseeland durchsetzen konnte, auch hier bestritt Trauco beide Spiele, fuhr die Auswahl zur WM nach Russland. Trauco war auch Teil des WM-Kaders von Peru und nahm an allen drei Gruppenspielen teil. In der Gruppenphase kam allerdings schon das Aus für das Team.

## Familie
Trauco ist mit Karla Gálvez Flores verheiratet, mit der er einen Sohn hat: Thiago. Die Familie seines Vaters ist mit dem Fußball in Tarapoto verbunden. Sein Großvater, sein Vater (bei Club Social Deportivo Cali) und seine Onkel waren ebenfalls Fußballspieler.

## Erfolge
Unión Comercio
- Copa Perú: 2010

Universitario
- Primera División (Peru): Apertura 2016

Flamengo
- Staatsmeisterschaft von Rio de Janeiro: 2017, 2019
- Taça Guanabara: 2018
- Taça Rio: 2019

Criciúma
- Staatsmeisterschaft von Santa Catarina: 2024
- Recopa Catarinense: 2024

## Auszeichnungen
- Primera División (Peru) Bester Spieler: 2016 mit Universitario
- Staatsmeisterschaft von Rio de Janeiro Auswahlmannschaft: 2017 mit Flamengo
- Copa América 2019: Mannschaft des Turniers[22]